# A+ (EP)
A+ è il quarto EP della cantante sudcoreana Hyuna, pubblicato nel 2015 dall'etichetta discografica Cube Entertainment insieme a Universal Music Group.

## Il disco
Il 4 giugno viene annunciato che HyunA sarebbe tornata sulle scene ad agosto. L'11 agosto viene diffuso un video teaser che mostra HyunA a Los Angeles e viene rivelato il titolo dell'album. Il 13 agosto vengono pubblicate le tracce dell'EP.

## Promozione
HyunA si è esibita in vari show musicali televisivi con le canzoni "Roll Deep", "Ice Ice", "Peace", "Run & Run" e "Get Out of My House".

## Tracce
1. Run & Run (Hyuna, Seo Jaewoo, Big Sancho)
2. Roll Deep (Because I'm The Best) (feat. Ilhoon) (Seo Jaewoo, Big Sancho, Son Youngjin, Jung Ilhoon)
3. Ice Ice (feat. Ji Dam) (Big Sancho, Hyuna, Yook Jidam)
4. Get Out Of My House (feat. Jungyeol) (Big Sancho, Jung Ilhoon, Kwon Jungyeol)
5. Serene (Hyuna)